# Zele tuberculifer
Zele tuberculifer är en stekelart som beskrevs av Van Achterberg 1979. Zele tuberculifer ingår i släktet Zele och familjen bracksteklar. Inga underarter finns listade i Catalogue of Life.